# Ponzò (Riccò del Golfo di Spezia)
Ponzò è una frazione di 99 abitanti nel comune di Riccò del Golfo di Spezia, nella bassa Val di Vara, in provincia della Spezia.

## Origine del nome
Il toponimo "Ponzò" deriva da un antico Podenzolo, derivazione del latino podium, poggio, riferito alla posizione sopraelevata del borgo.

## Storia
Il borgo conserva ancora l'aspetto medioevale, avvalorato dalla sua posizione e dalle case disposte "a schiera".
Viene citato a partire dal 1209, anno in cui era possesso di famiglie feudatarie genovesi; all'epoca aveva giurisdizione anche sullo stesso Riccò, piccolo centro di sosta diventato poi comune. Nel 1245 il locale castello venne venduto a Oberto II Pallavicino, vicario del re Federico II di Svevia: fu una mossa politica, spinta dalla continua e irrefrenabile espansione genovese. Furono proprio i genovesi a riconquistare il castello poco tempo dopo e a venderlo ai Conti di Lavagna Fieschi. Nel 1272 il feudo creato da Nicolò Fieschi alla Spezia e comprendente gran parte delle frazioni del comune di Riccò, venne riconquistato da Oberto Doria, inviato appunto dalla Repubblica con l'ordine di riappropriarsi del levante ligure.
La Comunità si dotò di propri Statuti nel 1571, a cui seguirono i Capitoli campestri nel 1626 e nel 1635.
Con la venuta in Italia di Napoleone, nel 1804, antichi comuni indipendenti come San Benedetto o lo stesso Ponzò vennero sciolti e uniti al comune di Riccò del Golfo di Spezia.

## Monumenti e luoghi d'interesse

### Architetture religiose
- Chiesa parrocchiale di San Cristoforo, risalente al XIV secolo ma ampliata nel corso del Settecento.
- Oratorio di San Bartolomeo, risalente secondo alcuni al XIII secolo, fu sede del consiglio municipale durante il dominio genovese.[6]
- Oratorio di Santa Croce, attiguo al cimitero.
- Oratorio di Santa Caterina.

### Architetture militari
- Resti delle mura del castello medioevale;
- Torre castellana di Ponzò.